# Слупи-Малі
Слупи-Малі (пол. Słupy Małe) — село в Польщі, у гміні Бондково Александровського повіту Куявсько-Поморського воєводства.
Населення — 121 особа (2011).
У 1975-1998 роках село належало до Влоцлавського воєводства.

## Демографія
Демографічна структура станом на 31 березня 2011 року:
|          | Загалом | Допрацездатний вік | Працездатний вік | Постпрацездатний вік |
| -------- | ------- | ------------------ | ---------------- | -------------------- |
| Чоловіки | 54      | 9                  | 36               | 9                    |
| Жінки    | 67      | 15                 | 34               | 18                   |
| Разом    | 121     | 24                 | 70               | 27                   |